# Ichneumon putus
Ichneumon putus är en stekelart som beskrevs av Cresson 1877. Ichneumon putus ingår i släktet Ichneumon och familjen brokparasitsteklar. Inga underarter finns listade i Catalogue of Life.